# 仏陀

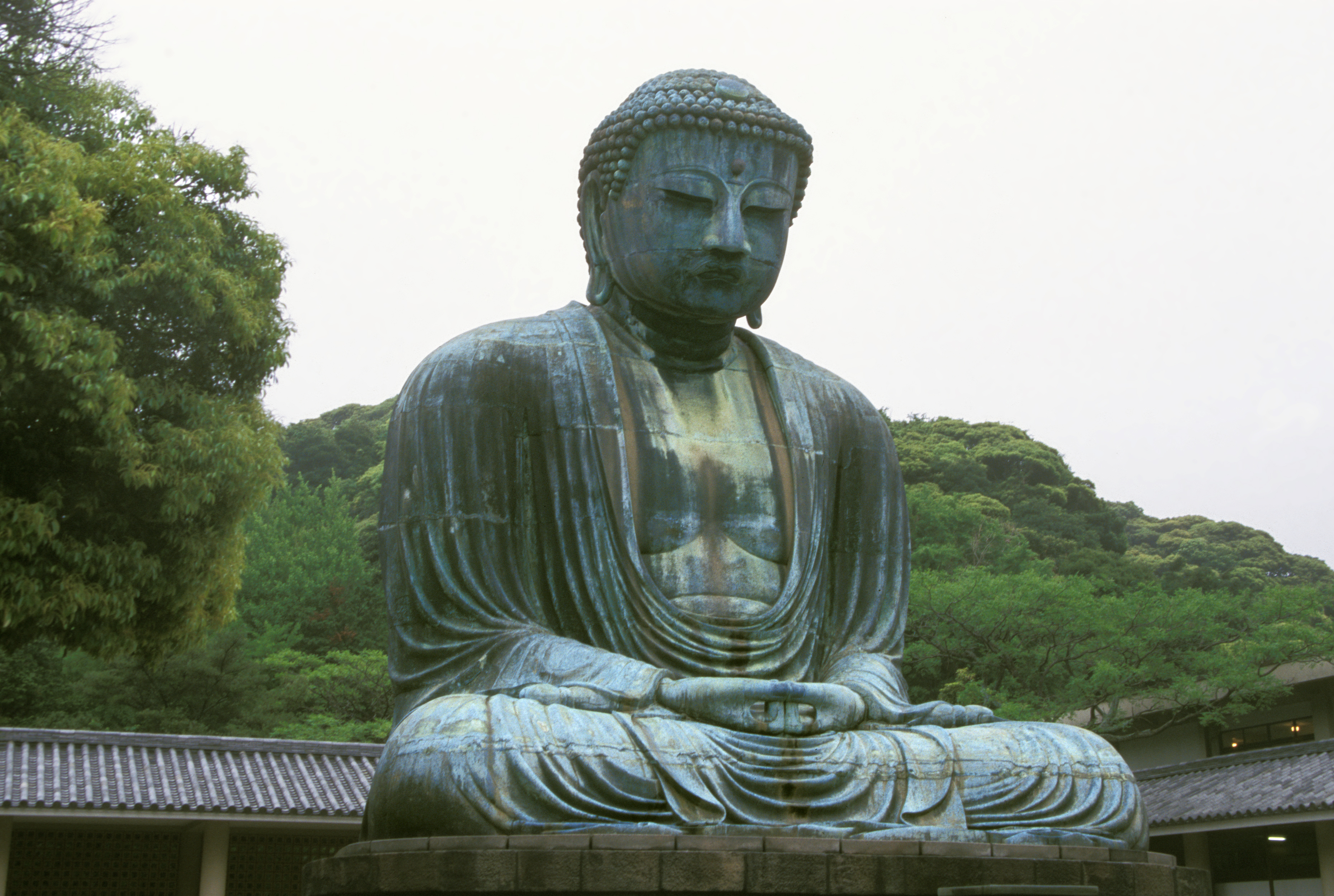
銅造阿弥陀如来坐像（神奈川県鎌倉市・高徳院・鎌倉大仏）

仏陀（佛陀、ぶつだ、ぶっだ、梵: बुद्ध、Buddha（ブッダ））は、仏（ぶつ）やほとけとも称され、悟りの最高位「仏の悟り」を開いた人を指す。歴史的には実在した釈迦を意味する。
ブッダ（「仏陀」は漢字による音写の一つ）という呼称は、インドでは仏教の成立以前から使われていた。釈迦が説いた原始仏教では、仏陀は「目覚めた人」を指す普通名詞であり、釈迦だけを指す固有名詞ではなかった。現に原始仏典にはしばしば仏陀の複数形（buddhā）が登場する。しかし釈迦の死後、初期仏教では、仏教を開いた釈迦ただ一人が仏陀とされるようになった。初期の大乗経典でも燃燈仏や過去七仏や、弥勒菩薩が未来に成仏することなど過去や未来の仏陀の存在を説いたものもあるが、現在の仏陀は釈迦一人だけであり、釈迦の死後には現在まで現れていないとされている。ただし大乗仏教においては、涅槃教や法華経などの経典により、人は誰にも平等に仏性が備わっているとされ、将来的には誰もが仏になることができるともされている。
仏教の教義上、悟りを得て解脱した者は皆 六神通を使えるようになるが、社会の混乱をきたすため六神通をむやみに濫用してはならないとされている。

## 原語と音写語

### 原語
ブッダ（梵: Buddha）は、サンスクリット語の「知る」「目覚める」を意味する動詞ブドゥ（梵: budh）の過去分詞形で、「目覚めた者」や「真理、本質、実相を悟った人」、「覚者」・「智者」と訳す。「正覚者」のことであり、聖人・賢者をブッダと呼ぶようになった。buddhaの語はインドでは、もとは諸宗教を通じて使われたものであり、ジャイナ教の開祖マハーヴィーラもこの名で呼ばれたことがある。

### 音写語
ブッダの名称は、中国に伝えられた当初、その音を写して（音写して）「浮屠（ふと）」「浮図（ふと）」などの漢字が当てられた。またのちに、ブッダが別に仏陀（佛陀）と音写されることが増え、玄奘（602～664年）以降に固定する。より古い時代に、末尾の母音の脱落などがあり「ブト」と省略され、それに「仏（佛）」の音写が当てられたとの考え方もある。 
諸橋轍次は、「佛」の字を「人であって人でない（人を超えている）」と解した。

## 仏陀の範囲
ジャイナ教の文献にはマハーヴィーラを「ブッダ」と呼んだ形跡があるが、仏教ではマハーヴィーラを仏陀とは認めていない。
しかし時代を経ると、他方世界という見方が展開し、釈迦以外にも数多くの仏陀が同時に他の世界で存在している事を説く仏典が現れた。例を挙げると、初期経典では「根本説一切有部毘奈耶薬事」など、大乗仏典では『阿弥陀経』や『法華経』などである。
多くの仏教の宗派では、「ブッダ（仏陀）」は釈迦だけを指す場合が多く、悟りを得た人物を意味する場合は阿羅漢など別の呼び名が使われる。悟りを得た人物を「ブッダ」と呼ぶ場合があるが、これは仏教を含む沙門宗教に由来するもので、ヴェーダの宗教の伝統としてあるわけではない。

## 仏陀への信仰
大乗仏教では三身説をとるが、姿・形をもたない宇宙の真理たる法身仏、有始・無終の存在で衆生を救う仏である報身仏（人間に対する方便として人の姿をして現れることもある）に対して、応身仏である釈迦如来は衆生を救うため人間としてこの世に現れた仏であると説明される。釈迦を単なる人間ではなく超人的存在と捉える三身説は、キリスト教の三位一体論や両性説（神の子イエスは人間を救うため受肉してこの世に現れた存在であるという教義）と比較研究されることがある。また大乗仏教の経典（『華厳経』『阿弥陀経』など）によれば、釈迦は法身・報身の他の仏（毘盧遮那如来・阿弥陀如来など）の功徳なども説いたとされ、これらの仏も信仰の対象とされる。
釈迦が出世した当時のインド社会では、バラモン教が主流で、バラモン教では祭祀を中心とし神像を造らなかった。当時のインドでは仏教以外にも六師外道などの諸教もあったが、どれも尊像を造って祀るという習慣はなかった。したがって原始仏教もこの社会的背景の影響下にあった。そのため当初はレリーフなどでは、法輪で仏の存在を示していた。しかし、死後300年頃より彫像が作られはじめ、2019年現在は歴史上もっとも多くの彫像をもつ実在の人物となっている。ただし、死後300年を過ぎてから作られはじめたので実際の姿ではない。仏陀の顔も身体つきも国や時代によって異なる。

## 十号
仏典では仏陀をさまざまな表現で呼んでおり、これを十号という。
1. 如来（にょらい、梵: tathāgata） - 多陀阿伽度と音写されている。真如より来現した人。真実に達した者[4]。
2. 応供（おうぐ、梵: arhat） - 阿羅訶、阿羅漢と音写されている。煩悩の尽きた者。
3. 明行足（みょうぎょうそく、梵: vidyācaraṇa-saṃpanna） - 宿命・天眼・漏尽の三明の行の具足者。
4. 善逝（ぜんぜい、梵: sugata） - 智慧によって迷妄を断じ世間を出た者。
5. 世間解（せけんげ、梵: lokavid） - 世間・出世間における因果の理を解了する者。
6. 無上士（むじょうし、梵: anuttara） - 悟りの最高位である仏陀の悟りを開いた事から悟りに上が無いと言う意味。
7. 調御丈夫（じょうごじょうぶ、梵: puruṣadaṃyasārathi） - 御者が馬を調御するように、衆生を調伏制御して悟りに至らせる者。
8. 天人師（てんにんし、梵: śāstā-devamanuṣyāṇāṃ） - 天人の師となる者。
9. 仏（ぶつ、梵: buddha） - 煩悩を滅し、無明を断尽し、自ら悟り、他者を悟らせる者。
10. 世尊（せそん、梵: bhagavat） - 福徳あるひと。幸いあるもの[4]。

## 日本語の「ほとけ」
ブッダが漢字に音写された「浮屠(ふと)」、「浮図(ふと)」が日本に伝えられる過程で、「ふと」という読みに「け」を付し、「ふ」は「ほ」に近づいて、「ほとけ」の語が生まれたと言われる。一方、古代朝鮮語の*Pwutukye（中世朝鮮語形は부텨（Pwuthye））や満州語のᡶᡠᠴᡳᡥᡳ（Fucihi）との関連性も指摘されている。 
日本では「ほとけ」は、死者またはその霊をも意味する。ほとけが死者の意味で使われるようになったのは、日本の中世以降、死者をまつる器として瓫（ほとき）が用いられて、それが死者を呼ぶようになったという説もある。しかし、日本では人間そのものが神であり（人神 ＝ ひとがみ）、仏教が伝来した当初は仏も神の一種と見なされたこと（蕃神 ＝ となりぐにのかみ）から推察して、人間そのものを仏と見立てて、ひいては先祖ないし死者をブッダの意味で「ほとけ」と呼んだとも考えられている。他にも滅多に怒らない温厚な性格の例えとしても用いられ、「仏の顔も三度」などの諺もある。